# Dziewczyna z tatuażem
Dziewczyna z tatuażem (oryg. The Girl with the Dragon Tattoo) – amerykańsko-brytyjsko-niemiecko-szwedzki dramat filmowy z 2011 roku w reżyserii Davida Finchera, z Rooney Mary i Danielem Craigiem w rolach głównych. Adaptacja bestsellerowej powieści Mężczyźni, którzy nienawidzą kobiet autorstwa Stiega Larssona z serii Millennium. Film jest drugą adaptacją powieści, w 2009 roku powstał szwedzki obraz Millennium: Mężczyźni, którzy nienawidzą kobiet, z głównymi rolami Noomi Rapace i Michaela Nyqvista.
Premiera filmu miała miejsce 12 grudnia 2011 roku w Londynie. Film został zakazany w Indiach.

## Fabuła
Mikael Blomkvist jest znanym dziennikarzem śledczym oraz redaktorem odpowiedzialnym i wspólnikiem w magazynie Millennium. Właśnie został skazany przez sąd na karę trzech miesięcy więzienia za zniesławienie szwedzkiego przemysłowca Hansa-Erika Wennerströma.
Dziennikarz nie wie, iż sprawie przygląda się 23-letnia Lisbeth Salander, genialna researcherka i światowej klasy hakerka, która na co dzień pracuje w firmie ochroniarskiej Milton Security. Właśnie tej firmie Dirch Frode, adwokat koncernu Vangera, zleca research na temat Mikaela Blomkvista. Zlecenie otrzymuje Lisbeth Salander.
Po otrzymaniu pełnego researchu Dirch Frode kontaktuje się z Mikaelem i angażuje spotkanie dziennikarza z osiemdziesięciodwuletnim Henrikiem Vangerem, właścicielem koncernu, który nakłania Blomkvista do zbadania sprawy zaginięcia jego bratanicy Harriet, która zniknęła bez śladu w Dniu Dziecka 1966 roku. Henrik wyjawia rodzinne tajemnice oraz okoliczności, w jakich zniknięcie miało miejsce. Vanger podejrzewa, że być może Harriet mógł zamordować ktoś z rodziny. Mikael podejmuje się zlecenia skuszony obietnicą otrzymania nowych kompromitujących dokumentów w sprawie Wennerströma.
W międzyczasie Komisja Nadzoru Kuratorskiego przydziela Salander nowego kuratora, Nilsa Bjurmana. Ten przy najbliższej okazji gwałci dziewczynę przy użyciu sadystycznych przedmiotów. Następnie, będąc przekonanym o opóźnieniu psychicznym dziewczyny, wykorzystuje fakt, iż jest ona pod jego całkowitą kontrolą − planuje kolejne gwałty. Lisbeth ukrytą kamerą wideo dokumentuje całe zajście, a następnie mści się na prawniku, tatuując mu na podbrzuszu napis: „Jestem sadystyczną świnią, dupkiem i gwałcicielem”. Przejmuje także całkowitą kontrolę nad swoim życiem i finansami oraz szantażuje nagraniem Bjurmana, każąc mu pisać raporty, iż kontrola kuratorska jest zbędna.
Blomkvist natomiast pracuje nad zleceniem Vangera. Gdy odkrywa nowe dowody w sprawie, potrzebna mu będzie pomoc researchera. Dirch Frode nieopatrznie wyjawia mu fakt, iż research na jego temat sporządziła Lisbeth. Gdy Mikael spotyka Salander, przekonuje ją do współpracy z nim przy wyjaśnieniu zagadki zniknięcia Harriet. Oboje wpadają na trop seryjnego mordercy, którym jest niewątpliwie ktoś z rodziny Vangerów.

## Obsada
- Daniel Craig jako Mikael Blomkvist
- Rooney Mara jako Lisbeth Salander
- Robin Wright jako Erika Berger
- Stellan Skarsgård jako Martin Vanger
- Christopher Plummer jako Henrik Vanger
- Geraldine James jako Cecilia Vanger
- Joely Richardson jako Anita Vanger
- Joel Kinnaman jako Christer Malm
- Yorick van Wageningen jako Nils Bjurman
- Goran Višnjić jako Dragan Armanski
- Moa Garpendal jako Harriet Vanger

i inni

## Nagrody i nominacje
69. ceremonia wręczenia Złotych Globów
- nominacja: najlepsza aktorka w filmie dramatycznym – Rooney Mara
- nominacja: najlepsza muzyka − Trent Reznor i Atticus Ross

84. ceremonia wręczenia Oscarów
- nagroda: najlepszy montaż − Angus Wall i Kirk Baxter
- nominacja: najlepsza aktorka pierwszoplanowa − Rooney Mara
- nominacja: najlepsze zdjęcia − Jeff Cronenweth
- nominacja: najlepszy montaż dźwięku − David Parker, Michael Semanick, Ren Klyce i Bo Persson
- nominacja: najlepszy dźwięk − Ren Klyce

65. ceremonia wręczenia nagród Brytyjskiej Akademii Filmowej
- nominacja: najlepsza muzyka − Trent Reznor i Atticus Ross
- nominacja: najlepsze zdjęcia − Jeff Cronenweth

## Błędy realizacyjne
W scenach retrospektywnych sięgających 1966 roku samochody poruszają się prawą stroną ulicy (sceny na moście), podczas gdy do 3 września 1967 roku (Dagen H) obowiązywał w Szwecji ruch lewostronny.